# Aeroportul Kennett Memorial
Aeroportul Kennett Memorial (IATA: KNT, ICAO: KTKX, FAA LID: TKX) este un aeroport din Missouri, Statele Unite ale Americii ce deservește zona Kennett⁠(d). Aeroportul a fost tranzitat în 2019 de 8 pasageri. A fost numit după zona deservită.
Situat la o altitudine de 80 m, aeroportul dispune de 2 piste.

## Infrastructură

### Piste
Aeroportul dispune de 2 piste. Pista 02/20 are suprafața de beton și dimensiunile 5.000 picioare × 75 picioare. Pista 18/36 are suprafața de asfalt și dimensiunile 3.012 picioare × 75 picioare. 